# Тороддсен, Гюннар
Гюннар Тороддсен (исл. Gunnar Thoroddsen; 29 декабря 1910, Рейкьявик, Исландия — 25 сентября 1983, Рейкьявик, Исландия) — премьер-министр Исландии с 8 февраля 1980 до 26 мая 1983.

## Биография
В 1934 г. окончил Университет Рейкьявика и продолжал юридическое образование в Дании, Германии и Британии. В 1935—1940 гг. занимался адвокатской практикой в Рейкьявике.
В 1934 г. был избран в альтинг от Партии независимости (ПН), став самым молодым его депутатом за всю историю. С 1948 г. член исполкома ПН, с 1978 г. — заместитель председателя ПН.
В 1949—1965 и 1971—1983 — депутат городского совета Рейкьявика, в 1947—1959 гг. — мэр Рейкьявика.
в 1959—1965 гг. — министр финансов.
В 1965—1969 гг. — посол Исландии в Дании.
В 1968 г. выставил свою кандидатуру на президентских выборах, но проиграл Кристьяну Эльдьяурну. В 1968—1976 гг. — член Верховного суда.
В 1974—1978 гг. — министр промышленности и социального благополучия в правительстве Гейра Хадльгримссона.
В 1980 г., будучи вице-председателем Партии независимости, вместе с несколькими другими депутатами от ПН сформировал коалиционное правительство с Прогрессивной партией и левосоциалистическим Народным альянсом, сменив на посту премьер-министра лидера правительства меньшинства социал-демократа Бенедикта Грёндаля. Тороддсен стал самым пожилым премьер-министром в истории Исландии.
В 1983 г. не выставлял свою кандидатуру в парламент и вскоре после парламентских выборов скончался.

### Семья
Родители: Сигурдюр Тороддсен (Sigurður Thoroddsen, 1863—1955) и Мария Кристин Тороддсен (María Kristín Thoroddsen, 1880—1964).
Был зятем президента страны в 1952—1968 гг. Аусгейра Аусгейрссона.